# IC 4247
IC 4247 — галактика типу Sbc (компактна витягнута спіральна галактика) у сузір'ї Центавр.
Цей об'єкт міститься в оригінальній редакції індексного каталогу.